# Platystigma buckleyi
Platystigma buckleyi – gatunek ważki z rodziny łątkowatych (Coenagrionidae). Występuje w północno-zachodniej Ameryce Południowej; stwierdzony w Ekwadorze, Peru i zachodniej Brazylii.